# Ans van Dijk
Anna „Ans” van Dijk (ur. 24 grudnia 1905 w Amsterdamie, zm. 14 stycznia 1948 w Weesperkarspel) – holenderska kolaborantka pochodzenia żydowskiego, która podczas II wojny światowej wydawała Żydów niemieckim nazistom. Jest odpowiedzialna za śmierć co najmniej 84 osób. Była jedyną Holenderką straconą po wojnie za zbrodnie popełnione podczas okupacji niemieckiej.

## Biografia
Ans van Dijk była córką Arona van Dijka i Kaatje Bin. W 1927 poślubiła Abrahama Querido, z którym rozstała się w 1935. Po zakończeniu małżeństwa nawiązała lesbijski związek z Miep Stodel i otworzyła w Amsterdamie sklep z kapeluszami o nazwie Maison Evany. Po inwazji niemieckiej na Holandię nie przyznała się do żydowskiego pochodzenia, przefarbowała włosy na blond i ukrywała się pod fałszywym nazwiskiem Annie de Jong. Jej sklep został jednak przejęty przez nazistów w 1941 w ramach konfiskaty mienia żydowskiego – Żydom zabroniono między innymi prowadzenia działalności gospodarczej i pracy w sklepach detalicznych. M. Stodel uciekła z okupowanej przez Niemców Holandii do neutralnej Szwajcarii w 1942.
A. Van Dijk została aresztowana w Niedzielę Wielkanocną 1943 przez detektywa Sicherheitsdienst (SD) Petera Schaapa z Biura ds. Żydowskich policji w Amsterdamie. Po obietnicy współpracy z SD została zwolniona. Udając członka holenderskiego ruchu oporu (z konspiracyjnej organizacji Vrij Nederland), oferowała Żydom pomoc w znalezieniu kryjówek i uzyskaniu fałszywych dokumentów – w rzeczywistości jednak wydawała ich nazistom. W tak zastawioną pułapkę wpadło co najmniej 145 osób, w tym jeden z jej braci wraz z rodziną. Około 84 z jej ofiar zginęło później w obozach koncentracyjnych. Być może była odpowiedzialna za śmierć nawet 700 osób. Sugerowano, że mogła wydać Annę Frank i jej rodzinę, ale nie ma na to jednoznacznych dowodów. Początkowo działała sama, od czerwca 1943 współpracowała z żydowską kolaborantką Brancą Simons, a później dołączyła do nich również Rosalie Roozendaal. Ostatnie miesiące wojny A. van Dijk spędziła w Hadze ze swoją przyjaciółką Mies de Regt.

## Proces i egzekucja
Po wyzwoleniu Holandii przez aliantów A. van Dijk została aresztowana 20 czerwca 1945 w Rotterdamie i oskarżona o 23 akty zdrady stanu. 24 lutego 1947 stanęła przed Sądem Specjalnym w Amsterdamie. Przyznała się do wszystkich zarzutów, tłumacząc, że działała wyłącznie w celu ratowania własnego życia. Jednak jej dawny przełożony, Willy Lages, opisał A. van Dijk jako osobę chętną do wykonywania swojej pracy, gdyż otrzymywała wynagrodzenie, wypłacane za każdą Żydówkę i Żyda, których pomogła schwytać. Wniosek jej adwokata o przeprowadzenie badań psychiatrycznych został odrzucony przez sąd. Została skazana na śmierć. Odwołała się od wyroku, ale we wrześniu 1947 Specjalny Sąd Apelacyjny go podtrzymał. Jej wniosek o ułaskawienie został odrzucony przez królową Wilhelminę.
14 stycznia 1948 została rozstrzelana w Fort Bijlmer w miejscowości Weesperkarspel (obecnie Bijlmermeer – dzielnica Amsterdamu). W noc przed egzekucją została ochrzczona i przystąpiła do Kościoła katolickiego, a przed samym rozstrzelaniem przyjęła wiatyk. Została pochowana na cmentarzu Noorderbegraafplaats (obecnie De Nieuwe Noorder) w Amsterdamie (kwatera R). Była jedyną kobietą straconą w Holandii za zbrodnie popełnione podczas okupacji niemieckiej.

## Literatura
- Koos Groen, Als slachtoffers daders worden : de zaak van joodse verraadster Ans van Dijk, AMBO, Baarn 1994, ISBN 9026313284.
- Koos Groen, Het verraad : de zaak van de Joodse hoedenmaakster Ans van Dijk uit Amsterdam, wyd. II, Just Publishers, Meppel 2024, ISBN 9089753060.